# 圣费利乌-德吉绍尔斯
圣费利乌-德吉绍尔斯（西班牙語：San Felíu de Guixols，加泰隆尼亞語發音：[ˈsaɱ fəˈliw ðə ˈɣiʃuls]）是西班牙加泰罗尼亚赫罗纳省的一个市镇。总面积16平方公里，2001年总人口17,994人，人口密度1,125人/平方公里。2012年人口21,961。

## 友好城市
- 法國 佩阿日堡